# Mostyský rajón
Mostyský rajón (ukrajinsky Мостиський район) byl rajón ve Lvovské oblasti na Ukrajině. Hlavním městem byla Mostyska a rajón měl přibližně 57 tisíc obyvatel. 

## Sídla v rajónu
- Mostyska
- Sudova Vyšňa